# Ambagous quadricollis
Ambagous quadricollis är en skalbaggsart som beskrevs av Leon Fairmaire 1896. Ambagous quadricollis ingår i släktet Ambagous och familjen långhorningar.
Artens utbredningsområde är Madagaskar. Inga underarter finns listade i Catalogue of Life.